# Phil·lipsita-K
La phil·lipsita-K és un mineral de la classe dels silicats. Rep el nom per ser el membre amb potassi (K) dominant de la sèrie de la phil·lipsita.

## Característiques
La phil·lipsita-K és un silicat de fórmula química (K,Na,Ca0.5,Ba0.5)4-7[Al4-7Si12-9O32] . 12H₂O. Cristal·litza en el sistema monoclínic. La seva duresa a l'escala de Mohs es troba entre 4 i 5.
Segons la classificació de Nickel-Strunz, la phillipsita-K pertany a «09.GC: Tectosilicats amb H₂O zeolítica, cadenes de connexions dobles de 4-enllaços» juntament amb els següents minerals: amicita, garronita-Ca, gismondina-Ca, gobbinsita, harmotoma, phil·lipsita-Ca, phil·lipsita-Na, flörkeïta, merlinoïta, mazzita-Mg, mazzita-Na, perlialita, boggsita, paulingita-Ca i paulingita-K.

## Formació i jaciments
Va ser descoberta a Capo di Bove, una pedrera de la localitat de Roma, a la Ciutat metropolitana de Roma Capital (Laci, Itàlia). Tot i tractar-se d'una espècie no gaire habitual ha estat descrita en tots els continents del planeta a excepció de l'Antàrtida.
Als territoris de parla catalana ha estat descrita únicament al volcà de la Crosa de Sant Dalmai, un volcà que es troba entre els municipis de Vilobí d'Onyar (Selva), Aiguaviva i Bescanó (Gironès), a Catalunya.